# Hietasaari (ö i Kuhmois, Malammainen)
Hietasaari är en ö i Finland. Den ligger i sjön Päijänne och i kommunen Kuhmois i landskapet Mellersta Finland, i den södra delen av landet, 160 km norr om huvudstaden Helsingfors. Öns area är 4,7 hektar och dess största längd är 330 meter i sydöst-nordvästlig riktning.